# Apaseo el Alto (kommun)
Apaseo el Alto är en kommun i Mexiko.   Den ligger i delstaten Guanajuato, i den centrala delen av landet, 190 km nordväst om huvudstaden Mexico City.
Följande samhällen finns i Apaseo el Alto:
- Apaseo el Alto
- San Bartolomé Aguas Calientes
- El Salto de Espejo
- Barajas
- San Vicente
- El Pocito
- Belén
- Aguaje de Espejo
- El Durazno
- La Tijera
- Cerro Prieto
- Corral de Piedra
- Mesita de Cápula
- San Nicolás
- El Cabero
- El Soldado
- El Refugio de Gamboa
- La Tinaja del Refugio
- La Ceja
- La Cañada
- La Tinaja Samaritana
- El Cedazo
- El Mineral
- La Güilota
- Buenos Aires
- La Liebre
- Colonia 18 de Diciembre
- Los Galvanes
- La Mesa